# Ctimene hieroglyphica
Ctimene hieroglyphica là một loài bướm đêm trong họ Geometridae.